# Bom senso
Bom senso é um conceito usado na argumentação que está estritamente ligado às noções de sabedoria e de razoabilidade, e que define a capacidade média que uma pessoa possui, ou deveria possuir, de adequar regras e costumes a determinadas realidades considerando as consequências, e, assim, poder fazer bons julgamentos e escolhas. Podendo, assim, ser definido como a forma de "filosofar" espontânea do homem comum, também chamada de "filosofia de vida", que supõe certa capacidade de organização, autocontrole e independência de quem analisa a experiência de vida cotidiana.
O bom senso é por vezes confundido com a ideia de senso comum, sendo, no entanto, muitas vezes o seu oposto. Ao passo que o senso comum pode refletir muitas vezes uma opinião por vezes errônea e preconceituosa sobre determinado objeto. O bom senso está ligado à ideia de sensatez, sendo uma capacidade intuitiva de distinguir a melhor conduta em situações específicas que, muitas vezes, são difíceis de serem analisadas mais longamente. Para Aristóteles, o bom senso é "elemento central da conduta ética. Uma capacidade virtuosa de achar o meio termo e distinguir a ação correta, o que é em termos mais simples, nada mais que bom senso."
O bom senso vai muito além da capacidade de distinguir o certo do errado. O bom senso está diretamente ligado à capacidade intuitiva do ser humano de fazer a coisa certa. Ele é um elemento que está ligado à moral, de maneira que o bom senso praticado por um cristão, poderá ser interpretado de uma forma diferente por um islã ou judeu.
Também reflete a cultura e o meio a qual o ser humano vive. O bom senso não envolve tanto uma reflexão aprofundada sobre um determinado tema, lugar ou situação (isso já entraria no campo da reflexão), mas sim a capacidade de agir e interagir, obedecendo certos parâmetros da normalidade, face uma situação qualquer, guiando-se por um senso comum e quase que completamente intuitivo.